# Luis Alberto Marco

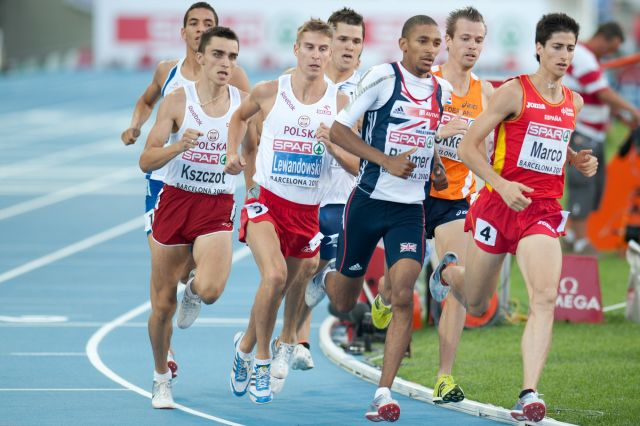
Luis Alberto Marco (à droite) lors des Championnats d'Europe 2010

Luis Alberto Marco (né le 20 août 1986 à Dos Hermanas) est un athlète espagnol spécialiste du 800 mètres.
Il se révèle durant la saison 2007 en terminant au pied du podium des Championnats d'Europe en salle 2007, départagé au millième de seconde avec l'Italien Maurizio Bobatto, médaillé de bronze. Vainqueur de la Coupe d'Europe des nations d'athlétisme en salle début 2008, il décroche la médaille d'argent du 800 mètres lors des Championnats d'Europe en salle 2009, terminant derrière le Russe Yuriy Borzakovskiy. 
Ses records personnels sur 800 m sont de 1 min 46 s 23 en plein air (2008) et 1 min 46 s 96 en salle (2013).

## Palmarès
| Date | Compétition                    | Lieu   | Résultat | Épreuve   | Temps         |
| ---- | ------------------------------ | ------ | -------- | --------- | ------------- |
| 2008 | DécaNation                     | Paris  | 1er      | 800 m     | 1 min 50 s 98 |
| 2009 | Championnats d'Europe en salle | Turin  | 2e       | 800 m     |               |
| 2014 | Relais mondiaux de l'IAAF      | Nassau | 4e       | 4 × 800 m | 7 min 19 s 90 |